# La Star de Chicago
Pour plus de détails, voir Fiche technique et Distribution.
La Star de Chicago (Rookie of the Year) est un film américain réalisé par Daniel Stern, sorti en 1993.

## Synopsis
Henry Rowengartner, un jeune garçon de 12 ans, est passionné de baseball et rêve d'embrasser une grande carrière, même si ses capacités physiques n'ont vraiment rien d'exceptionnelles. À la suite d'une blessure au bras, son traitement se révèle trop efficace et lui permet d'avoir une force surhumaine notamment pour ce qui est de lancer une balle de baseball...

## Fiche technique
- Titre français : La Star de Chicago
- Titre original : Rookie of the Year
- Titre au Québec : La Recrue de l'Année
- Réalisation : Daniel Stern
- Scénario : Sam Harper
- Musique : Bill Conti
- Photographie : Jack N. Green
- Montage : Donn Cambern & Raja Gosnell
- Production : Robert Harper
- Société de production et de distribution : 20th Century Fox
- Pays :  États-Unis
- Langue : Anglais
- Format : Couleur - Stéréo - 35 mm - 1.85:1
- Genre : Comédie
- Durée : 104 min
- Dates de sortie : 
  - 7 juillet 1993  États-Unis
  - 27 mai 1994  Royaume-Uni

Version française
- Société de doublage : ?
- Direction artistique : ?
- Adaptation des dialogues : Philippe Millet

## Distribution
- Thomas Ian Nicholas : Henry Rowengartner
- Gary Busey (VF : Philippe Vincent) : Chet 'Rocket' Steadman
- Amy Morton : Mary Rowengartner
- Albert Hall : Sal Martinella
- Dan Hedaya : Larry 'Fish' Fisher
- Bruce Altman : Jack Bradfield
- Daniel Stern : Phil Brickma
- Eddie Bracken : Bob Carson
- John Candy : Cliff Murdoch (non crédité)
- Robert Hy Gorman : Clark
- Patrick LaBrecque : George
- Colombe Jacobsen-Derstine : Becky Frecker
- Andy Berman : Ernie
- Neil Flynn : Okie
- James 'Ike' Eichling : L'entraineur de la ligue enfant

## Distinction

### Nomination
- Saturn Awards
  - Meilleur film fantastique

## Anecdote
- Il s'agit du seul et unique film réalisé par Daniel Stern.